# Colin Egglesfield
Colin Egglesfield (Farmington Hills, 9 de fevereiro de 1973) é um ator americano. É melhor conhecido por seus papéis como Josh Madden na soap opera de longa duração All My Children na série de drama adolescente Melrose Place como Auggie Kirkpatrick.

## Biografia
Colin é o segundo filho de William e Kathleen Egglesfield e passou sua infância na área de Detroit Metro. Aos dez anos de idade, ele e sua família mudaram-se para Crete, Illinois, uma pequena comunidade ao sul de Chicago. Enquanto crescia, ele foi mais estudioso que indisciplinado, preferindo passar noites de sexta-feira sozinho a construir modelos de aviões. Seu sonho era seguir passos do pai como um médico, mas interessou-se pela atuação observando sua irmã mais velha, Kerry, atuar.
Tímido e desajeitado em sua adolescência, ele credita a seu treinador de futebol por ter ganho mais auto-estima. Egglesfield se formou na Marian Catholic High School, em Chicago Heights e foi para a Universidade de Iowa de medicina. Depois de receber seu BS de Iowa, ele viajou por toda a Europa.
Para ganhar dinheiro e terminar seu curso na escola médica, Egglesfield tornou-se modelo. Ele ganhou um concurso, e, logo depois, deixou a medicina para trás para uma carreira de modelo. Ele trabalhou para Versace, Calvin Klein e Armani, entre outros, pouco antes de virar ator.
Depois de fazer aulas de teatro, Colin participou como ator convidado da popular série de TV Rizzoli & Isles, Lei & Ordem SVU, The $treet, Gilmore Girls, Charmed e Nip/Tuck. Ele também teve um pequeno papel no filme de 2005 Must Love Dogs, além de muitos outros projetos de filmes menores. Em 20 de setembro de 2005, ele fez sua estreia em All My Children, assumindo o papel de Josh Madden quando seu antecessor, Scott Kinworthy, saiu da série. No início do segundo semestre de 2009, Egglesfield deu vida ao chef surfista Auggie Kirkpatrick na série da CW 2009, Melrose Place. No entanto, devido a uma mudança na direção do espetáculo, Eggelesfield e sua coestrela, Ashlee Simpson-Wentz, foram demitidos e sua personagem não participou do décimo terceiro episódio da série.
Em 2011 estrelou o filme O Noivo da Minha Melhor Amiga (Something Borrowed), como Dexter Thaler, ao lado de Ginnifer Goodwin (Rachel White) e Kate Hudson (Darcy Rhone).